# 11 Малой Медведицы b
11 Малой Медведицы b — массивная экзопланета (10,5 масс Юпитера), расположенная в системе оранжевого гиганта 11 Малой Медведицы. Открыта методом доплеровской спектроскопии в 2009 году. Объект обращается на расстоянии 1,54 а. е. от родительской звезды, совершая полный оборот за 516 суток.